# 曼哈顿海滩 (加利福尼亚州)
曼哈顿海滩（英語：Manhattan Beach），是美国加利福尼亚州洛杉矶县下属的一座城市。建市于1912年12月12日，面积大约为3.94平方英里（10.2平方公里）。根据2010年美国人口普查，该市有人口35,135人。
该地在1902年被命名为“曼哈顿”，用于纪念开发者Stewart Merrill的家乡纽约的曼哈顿。1927年在邮局的要求下在当地名字后面又加上了“海滩”。